# 约翰·吉林厄姆
约翰·吉林厄姆（英語：John Bennett Gillingham，1940年8月3日—）是一位英国历史学家，倫敦政治經濟學院中世纪史荣誉退休教授，专攻安茹帝国的历史，2007年当选英國國家學術院院士，主要作品有《狮心王理查》（Richard I，1999年出版，入选耶鲁英国君主史系列）、《日不落帝国兴衰史-中世纪英国》（Medieval Britain，与拉尔夫·A·格里菲思合著，入选牛津通识读本）等。